# 2007 aux Nations unies
Les évènements de l'année 2007 aux Nations unies et dans les organisations internationales.
2005 aux Nations unies - 2006 aux Nations unies - 2007 aux Nations unies - 2008 aux Nations unies - 2009 aux Nations unies

## Chronologie

### Janvier 2007
- 1er janvier : 
  - Journée mondiale de la paix.
  - Le sud-coréen Ban Ki-moon devient le nouveau secrétaire général en succédant à Kofi Annan.
- 5 janvier : Zalmay Khalilzad est nommé ambassadeur des États-Unis en remplacement de John R. Bolton.
- 6 janvier : Journée mondiale des orphelins de la Guerre.
- 27 janvier : Journée internationale de commémoration en mémoire des victimes de l'holocauste.
- 29 janvier, Environnement : Réunion du groupe environnemental d'experts sur l'évolution du climat (GIEC) à Paris.
- 30 janvier : Journée mondiale des lépreux.

### Février 2007
- 2 février, Environnement : à Paris, Conférence internationale « pour une gouvernance écologique mondiale ». Le président Jacques Chirac propose que les Nations unies adoptent une « Déclaration universelle des droits et devoirs environnementaux ».
- 4 février :  Journée mondiale contre le cancer.
- 6 février :  Journée internationale contre les mutilations génitales féminines.
- 12 février : Journée internationale des enfants soldats

### Mars 2007
- 8 mars : Journée internationale des femmes.
- 15 mars : Journée internationale contre la brutalité policière.
- 20 mars :  Journée internationale de la francophonie.
- 21 mars :
  - Journée internationale pour l'élimination de la discrimination raciale.
  - Journée mondiale de la trisomie 21.
- 22 mars : Journée mondiale de l'eau.
- 24 mars :
  - Journée mondiale de la tuberculose
  - Le Conseil de sécurité vote à l'unanimité la résolution 1747 contre l'Iran.
- 27 mars : Journée mondiale du théâtre.

### Avril 2007
- 3 avril, Banque mondiale : les accusations de despotisme révélées par la presse contre le président néoconservateur américain Paul Wolfowitz sont confirmées et détaillées par le syndicat du personnel de l'institution.
- 13 avril, Banque mondiale : le Président américain, George W. Bush, et le secrétaire au Trésor, Henry Paulson, apportent leur soutien au président de la Banque mondiale Paul Wolfowitz, accusé de despotisme.
- 16 avril, Côte d'Ivoire : à la suite de l'accord de gouvernement du 7 mars, début du retrait des forces onusiennes déployées depuis 2003 dans la « zone de confiance » séparant le nord du sud du pays (7 500 casques bleus et 3 500 soldats français sous mandat de l'ONU).

### Mai 2007
- 11 mai : les États-Unis, le Royaume-Uni et la France, soutenus par l'Allemagne et l'Italie, déposent devant le Conseil de sécurité, un projet de résolution jetant les bases d'une future indépendance du Kosovo. Le secrétaire d'État américain, Nicholas Burns, alors en visite à Zagreb en Croatie, déclare souhaiter « une indépendance du Kosovo à la fin de ce mois ».
- 18 mai, Banque mondiale : accusé de népotisme, son Président, Paul Wolfowitz annonce sa démission pour le 30 juin prochain, alors que le Président George W. Bush exprime « son admiration » pour lui.
- 19 mai, G8 : Ouverture de la réunion de Potsdam, jusqu'au 30 mai. Les États-Unis et la Grande-Bretagne opposent leur véto à une proposition de l'Allemagne de réguler les fonds spéculatifs.
- 30 mai, Liban : Le Conseil de sécurité vote la résolution 1757, proposée par les États-Unis, la France et la Grande-Bretagne. Cette résolution impose la création d'un tribunal « à caractère international », chargé de juger les responsables présumés de l'assassinat de l'ancien premier ministre libanais, Rafic Hariri. Cinq des membres s'abstiennent (Chine, Russie, Afrique du Sud, Indonésie et Qatar).

### Juin 2007
- 8 juin : Sommet des chefs d'État ou de gouvernement des pays du G8 à Heiligendamm (Allemagne), pour discuter du réchauffement climatique et de l'aide à l'Afrique, jusqu'au 8 juin. L'accord sur la lutte contre les émissions de gaz à effet de serre ne fixe aucun objectif chiffré contraignant conformément au souhait du Président George W. Bush. D'autre part, le Président Vladimir Poutine propose aux américains d'utiliser la base russe de Gabala en Azerbaïdjan pour y installer du matériel militaire en relation avec le bouclier antimissile.
- 10 juin : Les Nations unies crée un tribunal chargé de rechercher et de juger les auteurs présumés des crimes et assassinats politiques depuis 2004.
- 13 juin : Le journal britannique The Guardian révèle un rapport confidentiel de l'envoyé spécial des Nations unies au Moyen-Orient, Alvaro de Soto qui écrit que « les Américains ont poussé à une confrontation entre le Hamas et le Fatah ».

### Juillet
- 10 juillet : Le directeur du Programme alimentaire mondial et celui de l'Organisation maritime internationale lance un appel commun pour une « action internationale concertée et coordonnée afin de résoudre le problème de la piraterie au large de la Somalie ».

### Septembre
- 13 septembre : l'Assemblée générale adopte la Déclaration des droits des peuples autochtones, à la majorité de 143 voix contre 4 (États-Unis, Canada, Australie et Nouvelle-Zélande).

### Décembre
- 18 décembre : l'Assemblée générale des Nations-unies, à l'initiative de l'Italie adopte un moratoire sur la peine de mort.

## Bilan 2007
- Selon le rapport de l'Institut international de recherche pour la paix, les dépenses militaires mondiales se sont accrues de 6 % en 2007 et de 45 % en dix ans atteignant 851 milliards d'euros. Les dépenses des États-Unis représentent à eux seuls 45 % du total.